# Twifo Hemang Lower Denkyira
Twifo Hemang Lower Denkyira är ett distrikt i Ghana.   Det ligger i regionen Centralregionen, i den södra delen av landet, 150 km väster om huvudstaden Accra.